# Pitons de Sainte-Lucie
Les pitons de Sainte-Lucie sont un ensemble d'aiguilles volcaniques et l'emblème de Sainte-Lucie symbolisé sur le drapeau national.

## Géographie

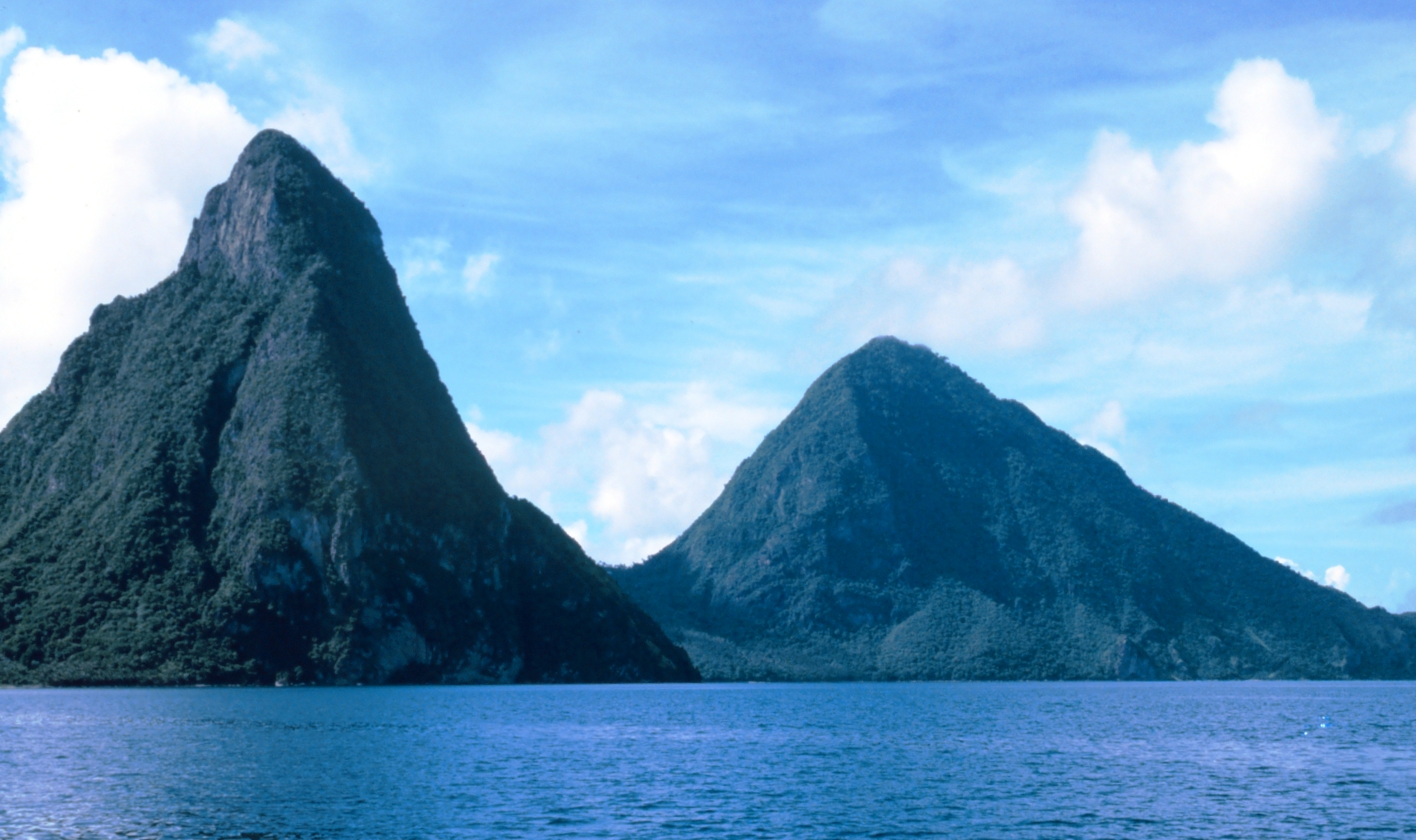
Vue des Pitons depuis la mer.

### Topographie
Gros Piton et Petit Piton sont reliés par la crête du piton Mitan. Le site est proche de la ville de Soufrière, à cheval entre le district de Soufrière et celui de Choiseul. Il comprend deux aiguilles volcaniques jaillissant, côte à côte de la mer dans la baie Soufrière (respectivement à 770 m et 743 m de hauteur).

### Géologie
Les pitons font  partie du volcan Qualibou. Le complexe volcanique de la zone comporte un champ géothermique (solfatare) avec des fumerolles sulfureuses et des sources chaudes.

### Faune et flore
Des récifs coralliens couvrent presque 60 % de la zone marine du site. Une étude a révélé 168 espèces de poissons, 60 espèces de cnidaires, dont des coraux, 8 mollusques, 14 éponges, 11 échinodermes, 15 arthropodes et 8 vers annélides. Des tortues à écailles sont présentes dans la zone côtière et les eaux recèlent des requins baleines et des baleines pilotes. La végétation terrestre dominante est une forêt tropicale humide qui devient forêt subtropicale pluviale avec de petites zones de forêt sèche et des régions de bois de lutins humides sur les sommets. Au moins 148 espèces de plantes ont été recensées sur Gros Piton, 97 sur Petit Piton et la crête intermédiaire. Il y a huit espèces d’arbres rares. Sur Gros Piton, on trouve quelque 27 espèces d’oiseaux (dont cinq sont endémiques), trois rongeurs indigènes, un opossum, trois chauves-souris, huit reptiles et trois amphibiens.

## Protection environnementale
La « zone de gestion des pitons » est classée par l'UNESCO comme patrimoine mondial de l'humanité depuis 2004.

## Culture populaire

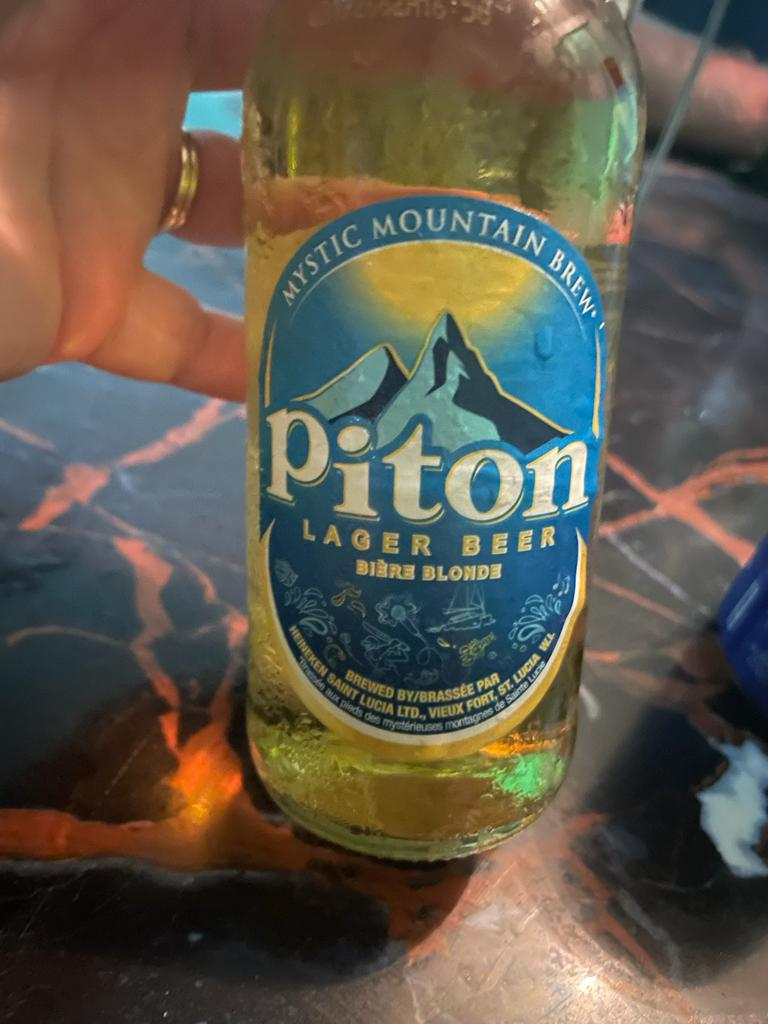
Piton (bière de Sainte-Lucie).

La bière brassée localement par Windward & Leeward Brewery Ltd est nommée « Piton » en référence à cet ensemble volcanique.